# Zhacai

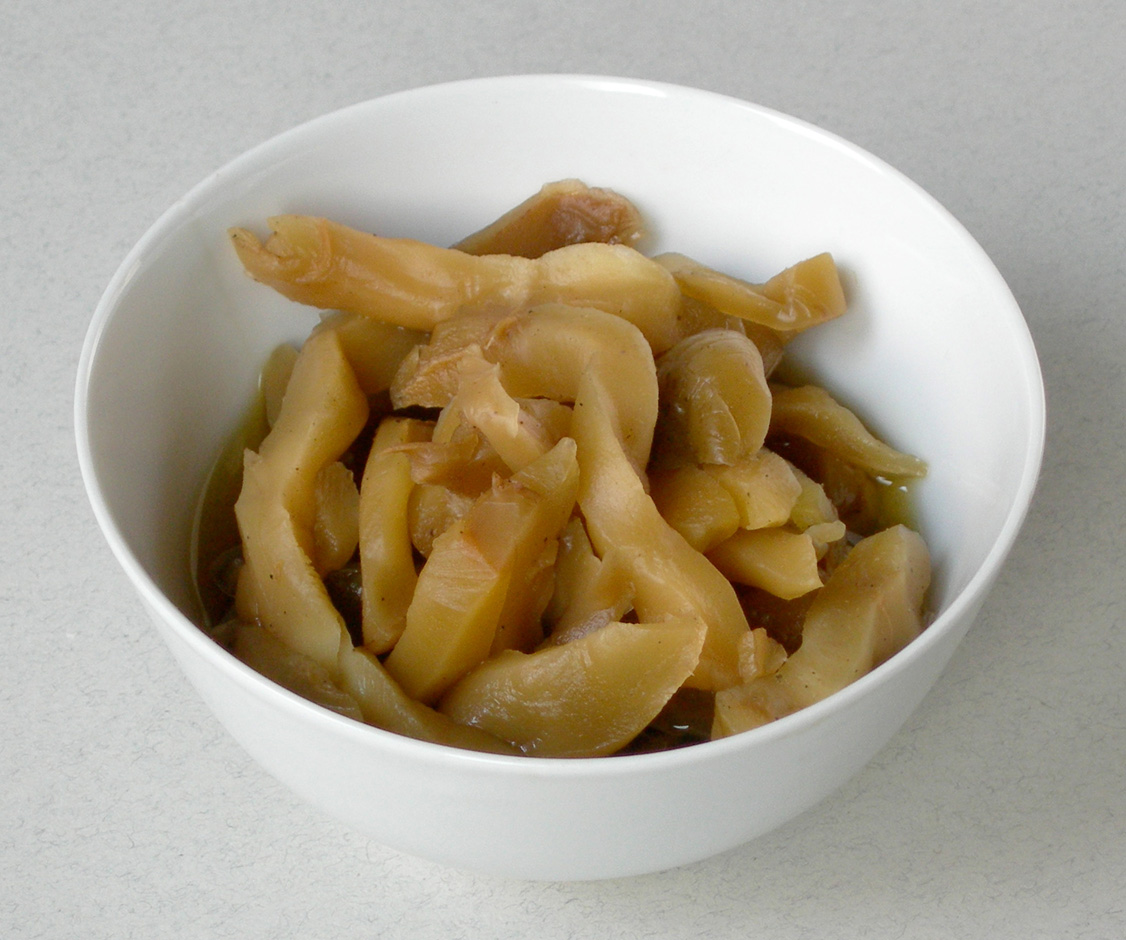
En skål med uppskuren zhacai.

Zhacai, Brassica juncea Coss. var. tsatsai Mao, (kinesiska: 榨菜, 'pressad grönsak'), är en variant av sareptasenap som används i Kina för att göra inläggningar. Utanför Kina säljs dessa också som Inlagd Sichuangrönsak eller bara Sichuangrönsak. Den mest kända versionen av inläggningen kommer från Fuling i Chongqing.
Zhacai tillverkas också på andra håll i Kina, exempelvis i Ningbo, Zhejiang, men även i Taiwan och Japan. Framställningen liknar den för koreanska inlagda grönsaker, kimchi. Den knölformade stammen pressas, prepareras med salt, chilipeppar och andra kryddor och lämnas sedan i ett lerkärl en tid. Den färdiga produkten strimlas före servering och använts både i maträtter (exempelvis pekingsoppa) och som tilltugg till ris eller risvälling. Smak och konsistens kan närmast liknas vid inlagd gurka, utan sötma men istället med styrka av chilipeppar.